# Tuchla (wieś w Polsce)
Tuchla – wieś w Polsce położona w województwie podkarpackim, w powiecie jarosławskim, w gminie Laszki.
W II Rzeczypospolitej wieś w powiecie jarosławskim województwa lwowskiego. W latach 1945–1946 nacjonaliści ukraińscy z OUN-UPA zamordowali tutaj 5 Polaków oraz 5 Ukraińców za odmowę wstąpienia do UPA.
W latach 1975–1998 miejscowość administracyjnie należała do województwa przemyskiego.
Administracyjnie sołectwo Tuchla obejmuje także osadę Tuchla z 115 mieszkańcami (2019).